# 彼得斯堡 (伊利諾伊州)
彼得斯堡（英語：Petersburg）是一個位於美國伊利諾伊州默納德縣的城市。根據2010年美國人口普查，該地人口為2260人，而該地的面積約為3.77平方千米。同時該地也是默納德縣的縣治。

## 地理
彼得斯堡的座標為40°00′41″N 89°51′05″W / 40.01139°N 89.85139°W，而該地的平均海拔高度為158米（即520英尺）。